# Маямі-Дейд-коледж
Маямі-Дейд-коледж (Miami Dade або MDC) — це державний коледж у Маямі, штат Флорида, що налічує 8 містечок та 21 центр досягнення, розташовані по всьму повіту Маямі-Дейд. Заснований у 1959 році, Маямі-Дейд коледж — це найбільший коледж у Флоридській системі коледжів з понад 165 000 студентів та другий за величиною коледж чи університет у США. Основний кампус коледжу Маямі-Дейд — містечко Вольфсон, розташовано у Дантауні Маямі.
Коледж Маямі-Дейд був створений у 1959 році та відкритий у 1960 році як Джуніор коледж повіту Дейд. Первинний кампус був розташований у недавно побудованій Маямсько-центральній середній школі. Кампус складався з частини школи та сусідньої ферми. У 1960 році на старому військово-морському вокзалі біля аеропорту Опа-Лока (відомий як Майстер-Філд) був побудований заклад, що незабаром став Північним кампусом коледжу. У коледжі навчалися афро-американські студенти й кубинські вигнанці, що не могли дозволити собі інших шкіл, ставши першим інтегрованим молодшим коледжем Флориди. Було зведено новий південне містечко (пізніше містечко Кендалл) у Кендалл. Пізніше перейменований у молодший коледж Маямі-Дейд, його два флагманські містечки розширилися та зарахували більше студентів, врешті-решт переросли за чисельністю університет Флориди та Флоридський державний університет. У 1973 році було збудовано містечко Вольфсона. Приблизно в той же час коледж змінив назву на Маямі-Дейд коледж.
Було побудовано Медичний центр поблизу Маямського громадського центру, що прилягає до Меморіальної лікарні Джексона Університету Маямі для підготовки студентів до програм Альянсу з питань охорони здоров'я та догляду (RN). У 1980 році приїхала громада вигнання Маріель, Коледж створив просвітницький центр у місті Хаяліа, щоб дати освітянам можливості для вступу кубинських біженців. Інший просвітницький центр, Міжамериканський центр, був побудований для розміщення двомовної освіти. Мстечко Хомстед було побудовано у 1990 році у Хомстед для розвантаження містечка Кендалл.

## Кампуси
У коледжі Маямі Дейд має 7 містечок й 2 центри, основним його містечком є кампус Вольфсона в центрі міста Маямі.
| Кампус                                     | Рік відкрився                          | Студенти | Розмір       | Розташування           |
| ------------------------------------------ | -------------------------------------- | -------- | ------------ | ---------------------- |
| Керрі П. Меек Центр підприємницької освіти | 1989 рік                               | 2500+    | НС           | Ліберті-Сіті           |
| Кампус Хаяліа                              | 1980 рік 2005 (Офіційне позначення)    | НС       | 8 соток      | Хаяліа                 |
| Кампус Хомстед                             | 1990 рік                               |          | 18 соток     | Хомстед                |
| Едуардо Дж. Падрон Кампус                  | 1986 рік 2001 р. (Офіційне позначення) | 6500     | 4 десятини   | Маленька Гавана, Маямі |
| Кендал Кампус                              | 1967 рік                               | 66 500   | 185 десятин  | Кендалл, Маямі         |
| MDC-Захід                                  | 2005 рік                               | НС       | 10 соток     | Доральний              |
| Медичний кампус                            | 1977 рік                               | НС       | 4,3 десятини | Аллапатта, Маямі       |
| Північний кампус                           | 1960 рік                               | 41 000   | 245 десятин  | Вествью                |
| Кампус Вольфсона (Головний кампус)         | 1970 рік                               | 27 000   | 15 соток     | Центр міста Маямі      |

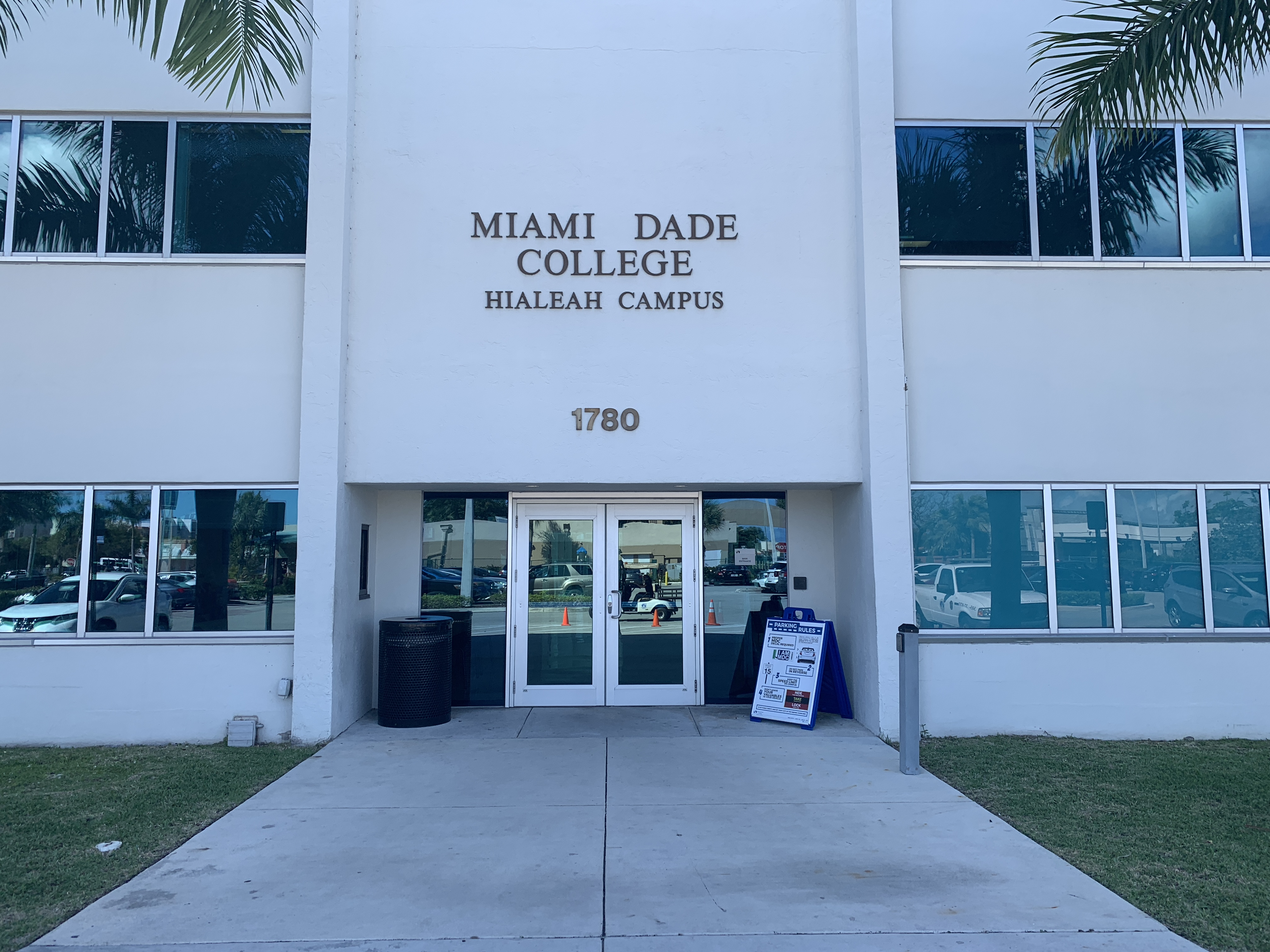

- Північний кампус (11380 NW 27th Ave., Miami FL 33167) має спеціалізовані програми, які готують майбутніх пожежників, працівників міліції та персоналу швидкої медичної допомоги. Він також має Школу розваг та дизайнерських технологій та має партнерство з Флоридським сільськогосподарським та механічним університетом (FAMU) для інженерних програм. У ньому розміщений робот-клуб, створений професором Мануелем Карамесом у 2010 році, головна мета якого — показати студентам важливість математики у співвідношенні з іншими науками, такими як фізика та інженерія[20]. У Північній Кампусі також працює Центр підприємницької освіти Керрі Меек у місті Ліберті. Кампус також пропонує ступінь бакалавра з прикладних наук з питань громадської безпеки, що знаходиться в школі юстиції.
- Кампус Кендалл (11011 SW 104th St., Маямі, FL 33176) служить офісом для зарахування та розпорядження коледжу. У Кендалл Кампус також розміщуються спортивні команди коледжу. Кампус площею 185 акрів відкрився в 1967 році.[21] Тут розташований офіс президента коледжу, а також Коледж Честі та Фонд коледжу Маямі-Дейд.[22]
- Кампус Вольфсона (300 NE 2nd Ave., Miami FL 33132) був відкритий в 1970 році і є єдиним комплексним міським містечком у місті. Розташований у межах фінансових, урядових, технологічних та культурних центрів міста, Вольфсон навчає понад 27 000 студентів щороку. Щороку в цьому кампусі проводиться Міжнародний книжковий ярмарок у Маямі, найбільший в країні літературний фестиваль. У кампусі є дві художні галереї, бібліотека та два комп'ютерних подвір'я. У кампусі Вольфсона також є програми ділових та паралегальних досліджень.
- Медичний центр[23] (950 NW 20th St., Miami FL 33127) Miami Dade College відкрив свій медичний кампус у 1977 році.[24] Він розташований у медичному районі міста Маямі недалеко від Даунтауну Маямі, готує студентів у галузі медсестринства (BSN / RN) та союзного здоров'я, закінчуючи ступінь Асоційованого ступеня з прикладних наук, що дозволить їм негайно вступити до професій охорони здоров'я. Медичний кампус також пропонує ступінь бакалавра.[25] Кампус ділиться своїм комплексом з Медицинською школою університету Маямі, Меморіальною лікарнею Джексона, лікарнею для ветеранів та адміністрацією громадського здоров'я коледжу Маямі Дейд[26]
- Кампус Хомстед (500 College Ter., Homestead FL 33030) містить авіаційну програму коледжу, одну з тринадцяти шкіл країни, акредитовану Федеральною авіаційною адміністрацією (ATA-CTI). Крім Медичного кампусу, він також має відому школу медсестер Бенджаміна Леона, яка навчала понад п'ятдесят відсотків медсестер у повіті Маямі-Дейд[27]
- На кампусі Eduardo J. Padrón (627 SW 27th Ave., Маямі FL 33135) є школа освіти, яка пропонує ступінь бакалавра наук (BS).[28]
- Школа мистецтв Нового світу (25 NE 2nd St., Miami FL 33132) — це як середня школа, так і коледж, який зосереджується на образотворчому мистецтві, театрі, танці та музиці. Вимоги до прийому включають прослуховування або огляд мистецького портфоліо заявника.
- Кампус Хаяліа (1780 W 49th St., Hialeah FL 33012), колишньому розширенні Північного кампусу, розміщена велика і всебічна програма навчання англійської мови для носіїв інших мов у різних інструктивних форматах. У 2014 році було завершено будівництво гаража на 1000 автостоянок та нову будівлю, де розміщуються аудиторії, наукові лабораторії та послуги студентів. Кампус Хаяліа пропонує асоційовані програми та бакалавр прикладних наук з нагляду та управління.[29]
- Західний кампус (3800 NW 115th Ave., Doral FL 33178) відкрився у березні 2006 року для студентів, які проживають у Дорал або поблизу.[30] Кампус розпочав будівництво нового 5-поверхового гаража в січні 2012 року; у жовтні того ж року гараж розвалився, цей обвал призвів до загибелі 4 будівельників. У 2015 році підрядники та субпідрядники, що беруть участь у проекті, досягли угоди з коледжем Маямі-Дейд на суму 33,5 мільйона доларів.[31]
- Підприємницький навчальний центр Керрі П. Мік (6300 NW 7th Ave., Маямі, FL 33150) — це просвітницький центр, заснований у 1989 році. Цей кампус пропонує курси загальні академічні дисципліни, але фокусується на курсах та професійних програмах, семінарах та семінарах для підготовки людей до працевлаштування.[32]
- Доступ до успіху - це для студентів, які мають інвалідність, і допомагає їм отримувати допомогу.[33] Існують такі послуги, як прийом записок, перекладач мов жестів та допоміжні технології для допомоги студентам, які потребують.[34]

Окрім Школи мистецтв Нового світу та Мік, існує дев'ятнадцять інших просвітницьких центрів, якими керує MDC.

## Академічне навчання
З приблизно 165 000 студентів, в середньому, майже 6 000 продовжують отримувати ступінь бакалавра, доцента, професійно-технічне або коледжні кредитні сертифікатів. Асоційовані в галузі мистецтв перекладачі студентів з коледжу Маямі-Дейд продовжують переводити насамперед до шкіл у штаті Університетської системи штату Флорида, хоча деякі перекладають у позадержавні установи, в основному за допомогою угод про артикуляцію між установами.

## Мистецтво
Коледж Маямі-Дейд колекціонував мистецтво на своїх окремих кампусах з 1960-х років. Протягом багатьох років колекція виросла до понад 1600 робіт у всіх середовищах й жанрах, включаючи живопис, скульптуру, роботи на папері, фотографії, відео, кіно, інсталяції та публічну скульптуру. Хаяліа кампус відкрила мистецьку галерею наприкінці 2018 року в місті Хаяліа.

## Помітні випускники
Серед найбільш помітних випускників коледжу — представник США Іліана Рос-Лехтінен, колишній президент Панами Мірея Москосо, актор Сильвестр Сталлоне, актор Стівен Бауер, актор Оскар Ісаак, нагороджений романіст Джеймс Карлос Блейк (який також викладав у коледжі Маямі Дейд Вольфсон з 1984 по 1997 рік).